# Hanul Galben
Hanul Galben a fost o clădire situată pe colțul intersecției Bulevardului Banu Manta cu Strada Doctor Felix din București, în sectorul 1. A fost demolat în 1985. O copie a hanului este expusă în Satul Nou din Muzeul Satului.

## Istorie
Hanul a fost construit în prima jumătate a secolului 19 de clucerul Preda Săulescu, care avea terenuri întinse în zonă. Atunci partea cea mai de nord a Bucureștiului unde s-a construit hanul, cea din jurul Pieței Victoriei de azi, era mai mult sat decât oraș. Casele erau rare și cu un aspect rural, iar multe dintre terenurile din jurul lor erau agricole sau grădini. În planul Bucureștiului litografiat de maiorul Rudolf Artur Borroczyn, în 1852, la cererea domnitorului Barbu Știrbei, apare o uliță în spatele Spitalului Filantropia care corespunde actualei Străzi Doctor Felix, care nu avea un nume oficial atunci. În afară de câteva căsuțe la linia uliței, tot terenul imens, cuprins între Bulevardul Nicolae Titulescu, Strada Doctor Felix și Bulevardul Banu Manta era în cea mai mare parte proprietatea clucereului Preda Săulescu și era acoperit de grădini de zarzavaturi, livezi de pomi și în special cu vița de vie.
Hanul Galben s-a numit așa de la început, pentru că era vopsit în galben.
În 1850, hanul avea patru încăperi, două cămări și o cuhnie (bucătărie) la etaj,  iar în partea de jos cinci încăperi, o cârciumă cu pivniță boltită de zid. În curte mai erau un grajd, două șoproane, iar în spate avea terenuri cu vie și fânețe. La începutul secolului 20, hanul găzduia o băcănie, cârciumă și cafenea, fiind frecventat de numeroși infractori, în special hoți de păsări.